# ハシコトブキ
ハシコトブキ（1974年5月1日 - 不明）は日本中央競馬会に所属していた競走馬・種牡馬。

## 経歴
3歳時、1976年11月27日中京競馬場の新馬戦でデビューし4着。その後、4歳から5歳の始めまで条件クラスで低迷していたが、5歳時、1978年4月16日の摩耶ステークスを勝ちオープン入り。天皇賞（春）、宝塚記念に出走するが、ともに6着と勝てなかった。秋シーズンはサファイヤステークスを勝利して再びオープン入りすると、朝日チャレンジカップ1着、京都大賞典2着、京都記念（秋）1着、天皇賞（秋）7着、愛知杯1着という成績を残した。1979年以降も競走生活を続けるが勝ち星を挙げることはできず、1980年9月21日の朝日チャレンジカップ10着を最後に引退した。
引退後は故郷・優駿牧場で種牡馬となるが、種牡馬として大きな期待をされた馬では無く、最多の1985年でも14頭の繁殖牝馬を集めるに過ぎなかった。1991年に種牡馬から用途変更となり、その後は不明。産駒は勝ち上がり率が高く、中央デビューした34頭のうち4割近い13頭が勝ち上がった。重賞馬も少ない産駒から2頭出ており、障害の強豪スガハラテンジンとイブキカネールがいた。
繁殖牝馬となった産駒はおらず、その血統は1代で断絶した。

## 競走成績
- 1976年（2戦0勝）
- 1977年（11戦3勝）
- 1978年（19戦6勝）
  - 朝日チャレンジカップ、京都記念（秋）、愛知杯、2着 - 京都大賞典、3着 - 金鯱賞、4着 - 高松宮杯
- 1979年（13戦0勝）
  - 4着 - 中京記念、愛知杯、5着 - 京阪杯、CBC賞
- 1980年（7戦0勝）
  - 5着 - 京都記念（春）

## 産駒
- スガハラテンジン（京都大障害（秋）、中京障害ステークス（春）2着）
- イブキカネール（きさらぎ賞、阪神3歳ステークス4着）
- マルイチテイオー（JRA4勝、2着11回で獲得賞金は1億を超える）
- サミツトホウライ（東海ジョッキーカップ）

## 血統表
| ハシコトブキの血統（ボワルセル系（セントサイモン系） / Gainsborough5×5=6.25%、Blandford5×5=6.25%） | ハシコトブキの血統（ボワルセル系（セントサイモン系） / Gainsborough5×5=6.25%、Blandford5×5=6.25%） | ハシコトブキの血統（ボワルセル系（セントサイモン系） / Gainsborough5×5=6.25%、Blandford5×5=6.25%） | （血統表の出典）          | （血統表の出典） |
| 父 シンザン 1961 鹿毛                                                                              | 父の父*ヒンドスタン Hindostan 1946 黒鹿毛                                                          | Bois Roussel                                                                                       | Vatout                    | Vatout           |
| 父 シンザン 1961 鹿毛                                                                              | 父の父*ヒンドスタン Hindostan 1946 黒鹿毛                                                          | Bois Roussel                                                                                       | Plucky Liege              |                  |
| 父 シンザン 1961 鹿毛                                                                              | 父の父*ヒンドスタン Hindostan 1946 黒鹿毛                                                          | Sonibai                                                                                            | Solario                   | Solario          |
| 父 シンザン 1961 鹿毛                                                                              | 父の父*ヒンドスタン Hindostan 1946 黒鹿毛                                                          | Sonibai                                                                                            | Udaipur                   |                  |
| 父 シンザン 1961 鹿毛                                                                              | 父の母ハヤノボリ 1949 栗毛                                                                         | ハヤタケ                                                                                           | *セフト                   | *セフト          |
| 父 シンザン 1961 鹿毛                                                                              | 父の母ハヤノボリ 1949 栗毛                                                                         | ハヤタケ                                                                                           | 飛竜                      |                  |
| 父 シンザン 1961 鹿毛                                                                              | 父の母ハヤノボリ 1949 栗毛                                                                         | 第五バツカナムビユーチー                                                                           | *トウルヌソル             | *トウルヌソル    |
| 父 シンザン 1961 鹿毛                                                                              | 父の母ハヤノボリ 1949 栗毛                                                                         | 第五バツカナムビユーチー                                                                           | バツカナムビユーチー      |                  |
| 母 コウセキ 1966 栗毛                                                                              | 母の父メイズイ 1960 栗毛                                                                           | *ゲイタイム Gay Time                                                                               | Rockefella                | Rockefella       |
| 母 コウセキ 1966 栗毛                                                                              | 母の父メイズイ 1960 栗毛                                                                           | *ゲイタイム Gay Time                                                                               | Daring Miss               |                  |
| 母 コウセキ 1966 栗毛                                                                              | 母の父メイズイ 1960 栗毛                                                                           | *チルウインド Chill Wind                                                                           | Wyndham                   | Wyndham          |
| 母 コウセキ 1966 栗毛                                                                              | 母の父メイズイ 1960 栗毛                                                                           | *チルウインド Chill Wind                                                                           | Heart of Midlothian       |                  |
| 母 コウセキ 1966 栗毛                                                                              | 母の母コンゴーセキ 1953 栗毛                                                                       | *ヴィーノーピュロー Vino Puro                                                                      | Polemarch                 | Polemarch        |
| 母 コウセキ 1966 栗毛                                                                              | 母の母コンゴーセキ 1953 栗毛                                                                       | *ヴィーノーピュロー Vino Puro                                                                      | Vainilla                  |                  |
| 母 コウセキ 1966 栗毛                                                                              | 母の母コンゴーセキ 1953 栗毛                                                                       | シラオキ                                                                                           | *プリメロPrimero          | *プリメロPrimero |
| 母 コウセキ 1966 栗毛                                                                              | 母の母コンゴーセキ 1953 栗毛                                                                       | シラオキ                                                                                           | 第弐スターカツプ F-No.3-l |                  |

- 牝系はシラオキ（フロリースカツプ）系。5代母スターカツプは帝室御賞典勝ち馬。